# 10,000 Hours
«10,000 Hours» es una canción del dúo de música country estadounidense Dan + Shay y el cantante canadiense Justin Bieber. Fue lanzada como sencillo del próximo cuarto álbum de estudio del dúo el 4 de octubre de 2019 a través de Warner Music. La canción fue escrita por Dan Smyers, Shay Mooney, Bieber, Poo Bear, Jordan Reynolds, y Jessie Jo Dillon, y producida solamente por Smyers.

## Recepción crítica
La pista fue descrita por Billboard como una canción «mid-tempo».

## Promoción
El 29 de septiembre, el dúo publicó una pequeña parte de la canción en redes sociales añadiendo que la canción llegaría el 4 de octubre. Después revelaron que sería una colaboración con Bieber el 2 de octubre.

## Créditos y personal
Créditos adaptados de Tidal.
- Dan Smyers - voz, compositor, productor, guitarra acústica, guitarra eléctrica, programador, ingeniero de grabación, sintetizador
- Shay Mooney - voz, compositor
- Justin Bieber - voz, compositor
- Poo Bear - compositor
- Jordan Reynolds - compositor, guitarra acústica, bajo, guitarra eléctrica, piano, programador, sintetizador
- Jessie Jo Dillon - compositora
- Abby Smyers - coros
- Bryan Sutton - guitarra acústica, guitarra resonadora
- Jeff Balding - ingeniero
- Josh Gudwin - ingeniero adicional, productor vocal
- Josh Ditty - ingeniero adicional
- Andrew Mendelson - máster
- Jeff Juliano - mezclador

## Posicionamiento en listas
| Lista (2019)                                | Mejor posición |
| ------------------------------------------- | -------------- |
| Alemania (Media Control AG)                 | 47             |
| Australia (ARIA)                            | 4              |
| Bélgica (Flandes) (Ultratip Bubbling Under) | 27             |
| Escocia (Scottish Singles Sales Chart)      | 12             |
| Estados Unidos (Hot Country Songs)          | 40             |
| Irlanda (IRMA)                              | 17             |
| Italia (FIMI)                               | 85             |
| Noruega (VG-lista)                          | 9              |
| Nueva Zelanda (Recorded Music NZ)           | 5              |
| Países Bajos (Mega Single Top 100)          | 28             |
| Reino Unido (UK Singles Chart)              | 19             |
| Suecia (Sverigetopplistan)                  | 13             |

## Historial de lanzamiento
| País           | Fecha                 | Formato                     | Discográfica         | Ref.   |
| -------------- | --------------------- | --------------------------- | -------------------- | ------ |
| Varios         | 4 de octubre de 2019  | Descarga digital, Streaming | Warner Bros. Records | [ 3 ]  |
| Estados Unidos | 21 de octubre de 2019 | Hot adult contemporary      | Warner Bros. Records | [ 16 ] |
| Estados Unidos | 22 de octubre de 2019 | Contemporary hit radio      | Warner Bros. Records | [ 17 ] |